# Trèbia
El Trèbia (italià: Trebbia; grec antic: Τρεβίας, Trebias) és un riu de l'antiga Gàl·lia Cispadana que desguassa al riu Po, antic Padus, a uns 3 km a l'oest de Placentia. Plini el vell l'anomena Trebias Placentinum. D'acord amb es clàssics, naixia als Apenins lígurs, prop de Montebruno, i el seu curs era d'uns 80 km. Passava per Bobbio. August segurament va fixar aquest riu com a límit per la vuitena regió i va ser en endavant el límit entre la Gàl·lia Cispadana i la Ligúria (això es dedueix pel fet que Placentia era a la vuitena regió i la següent ciutat a l'oest, Íria (Voghera) ja era a Ligúria).

## Història
A la vora esquerra del riu es va lliurar la famosa batalla del Trèbia l'any 218 aC entre Hanníbal i el cònsol romà Tiberi Semproni Llong i que va ser una de les victòries decisives del general cartaginès. Publi Corneli Escipió, derrotat al Ticino (Ticinus), s'havia refugiat a Placentia on hi havia una colònia romana. Hanníbal va creuar el Padus i es va apropar a Placentia i va establir el seu camp a uns 8 km. Els gals bois es van revoltar i Escipió va aixecar el seu camp a la rodalia de Placentia cap als turons de la vora dreta del riu Trebia, riu que segurament va creuar si els turons eren a l'altre costat, on la posició era més forta i va esperar l'arribada del cònsol Semproni Llong amb l'exèrcit romà des Ariminium.
Els dos exèrcits romans es van trobar sense oposició per part d'Hanníbal que mentre va ocupar Clastídium. Un combat parcial de cavalleria en una plana entre el Trèbia i el Padus va suposar una victòria romana i va donar confiança a Semproni que va voler lliurar combat. També Hanníbal desitjava el combat, però el romà estava situat en un lloc desfavorable pels elefants i la cavalleria cartaginesa. Hanníbal va enviar un grup de cavalleria númida a atacar el camp romà, i derrotats els númides una part dels soldats romans van sortir del lloc i els van perseguir, però els cartaginesos els van rebutjar al riu Trebia; Semproni va decidir atacar amb més forces i va anar cap al riu que va creuar cap a l'altre costat on eren els cartaginesos, que allí tenien una millor posició; els romans van arribar a l'altra riba mig paralitzats pel fred degut a la baixa temperatura de l'aigua; la batalla va ser brutal i un cos cartaginès de mil infants o mil cavallers manats per Magó (germà d'Hanníbal) va decidir la victòria al fer caure a una part de l'exèrcit romà en un parany deixant-lo desorganitzat. Deu mil romans van aconseguir trencar el centre però es van trobar aïllats de la resta i es van haver de retirar cap a Placentia, on van poder arribar, però la resta de l'exèrcit va patir moltes baixes, sobretot al passar el riu. Escipió va poder reorganitzar a les forces de reserva i les que havien sobreviscut a la batalla.